# Antiblemma
Antiblemma är ett släkte av fjärilar. Antiblemma ingår i familjen nattflyn.

## Bildgalleri

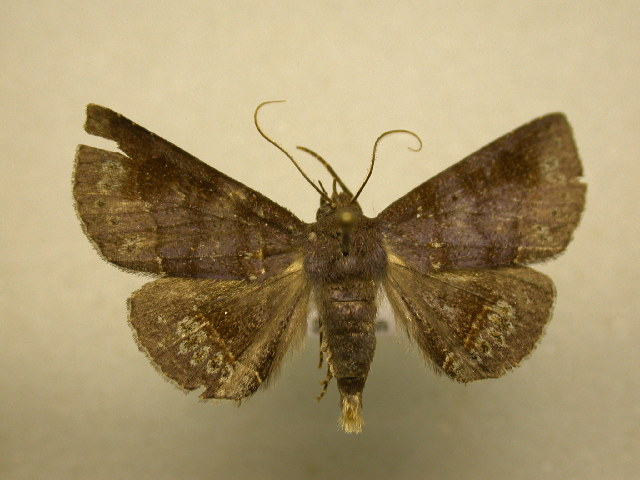
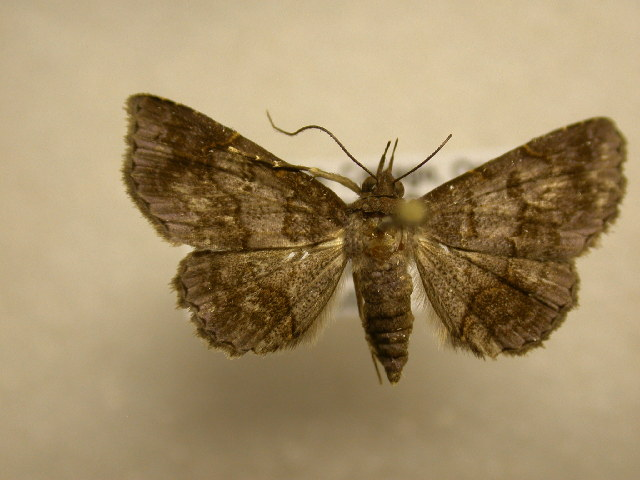
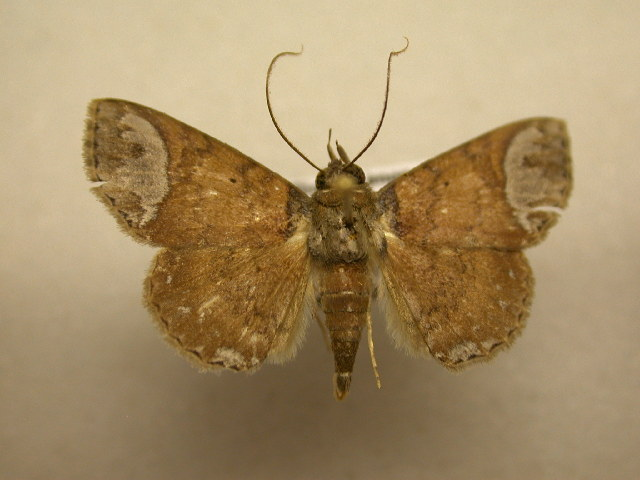
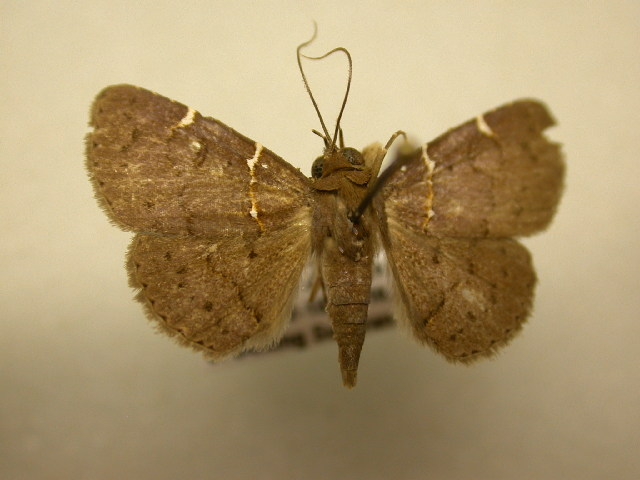
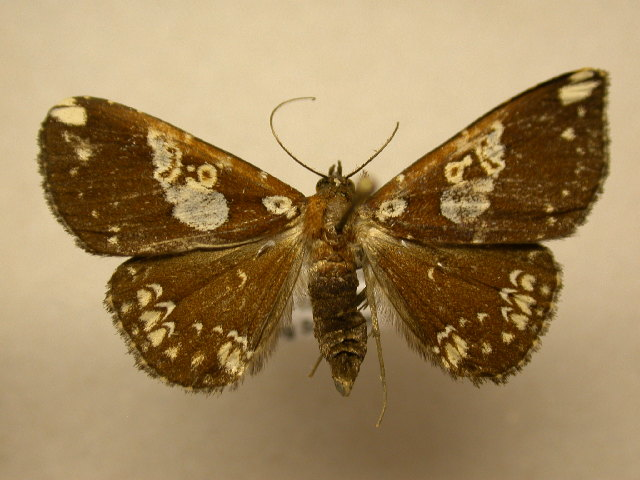
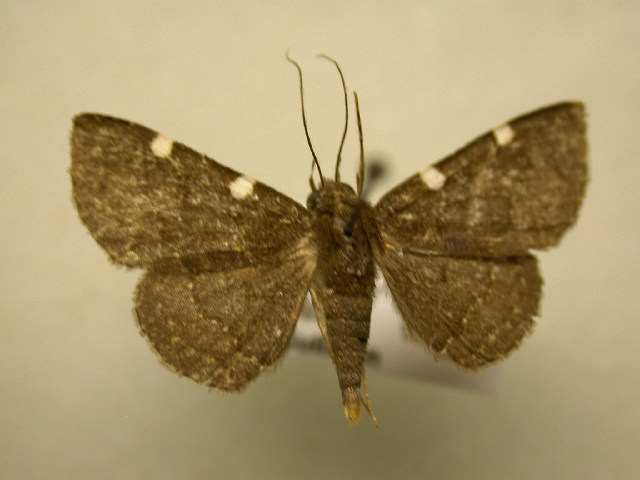

## Dottertaxa tillAntiblemma, i alfabetisk ordning[1]
- Antiblemma abas
- Antiblemma abstrusa
- Antiblemma acclinalis
- Antiblemma accumulata
- Antiblemma acron
- Antiblemma acrosema
- Antiblemma addana
- Antiblemma aeson
- Antiblemma agnita
- Antiblemma agrestis
- Antiblemma agrotera
- Antiblemma albicosta
- Antiblemma albipunctata
- Antiblemma albizonea
- Antiblemma alcinoe
- Antiblemma amalthea
- Antiblemma amarga
- Antiblemma andersoni
- Antiblemma anguinea
- Antiblemma anhypa
- Antiblemma anthea
- Antiblemma anyx
- Antiblemma argyrozonea
- Antiblemma astyla
- Antiblemma barcas
- Antiblemma barine
- Antiblemma binota
- Antiblemma bipustulata
- Antiblemma bira
- Antiblemma bistriata
- Antiblemma bistriga
- Antiblemma boliviensis
- Antiblemma borrega
- Antiblemma brassorata
- Antiblemma brevipennis
- Antiblemma brunnea
- Antiblemma calbum
- Antiblemma californica
- Antiblemma caparata
- Antiblemma catenosa
- Antiblemma censura
- Antiblemma ceras
- Antiblemma ceres
- Antiblemma chauxi
- Antiblemma chiva
- Antiblemma cinerea
- Antiblemma concinnula
- Antiblemma contenta
- Antiblemma correcta
- Antiblemma dentimargo
- Antiblemma deois
- Antiblemma diffinota
- Antiblemma diplogramma
- Antiblemma discerpta
- Antiblemma discobola
- Antiblemma discomaculata
- Antiblemma distracta
- Antiblemma erythromma
- Antiblemma eschata
- Antiblemma eurytermes
- Antiblemma exhilarans
- Antiblemma extima
- Antiblemma fulvicentralis
- Antiblemma fulvipicta
- Antiblemma furvipars
- Antiblemma fuscireticulata
- Antiblemma gladysia
- Antiblemma glaucosia
- Antiblemma gromatica
- Antiblemma hamilcar
- Antiblemma harmodia
- Antiblemma hembrilla
- Antiblemma herilis
- Antiblemma hersilea
- Antiblemma ignifera
- Antiblemma imitans
- Antiblemma imitatura
- Antiblemma incarnans
- Antiblemma indigna
- Antiblemma inferior
- Antiblemma invenusta
- Antiblemma irene
- Antiblemma juruana
- Antiblemma lacteigera
- Antiblemma lara
- Antiblemma laranda
- Antiblemma leucocyma
- Antiblemma leucomochla
- Antiblemma leucospila
- Antiblemma lilacina
- Antiblemma linens
- Antiblemma linula
- Antiblemma lola
- Antiblemma lothos
- Antiblemma luna
- Antiblemma lycoris
- Antiblemma marita
- Antiblemma melanea
- Antiblemma melanoides
- Antiblemma melanosemata
- Antiblemma memoranda
- Antiblemma mundicola
- Antiblemma nannodes
- Antiblemma neptis
- Antiblemma nigerrimasigna
- Antiblemma nitidaria
- Antiblemma notiaphila
- Antiblemma obliterata
- Antiblemma ochrilineata
- Antiblemma ochrozonea
- Antiblemma octalis
- Antiblemma odontozona
- Antiblemma orbiculata
- Antiblemma palindica
- Antiblemma paraddana
- Antiblemma partita
- Antiblemma patifaciens
- Antiblemma pelops
- Antiblemma penelope
- Antiblemma perornata
- Antiblemma peruda
- Antiblemma phaedra
- Antiblemma phoenicopyra
- Antiblemma pira
- Antiblemma pleione
- Antiblemma pobra
- Antiblemma polyodon
- Antiblemma porphyrota
- Antiblemma prisca
- Antiblemma priscilla
- Antiblemma prospera
- Antiblemma punctistriga
- Antiblemma punctivena
- Antiblemma purpuripicia
- Antiblemma pyralicolor
- Antiblemma quarima
- Antiblemma recocta
- Antiblemma restricta
- Antiblemma rhoda
- Antiblemma rotundifera
- Antiblemma rubida
- Antiblemma rubrilinea
- Antiblemma rufinans
- Antiblemma senilis
- Antiblemma sexplagiata
- Antiblemma solina
- Antiblemma spectanda
- Antiblemma stelligera
- Antiblemma sterope
- Antiblemma steropioides
- Antiblemma stictogyna
- Antiblemma strigatula
- Antiblemma strigilla
- Antiblemma stulta
- Antiblemma subcinerascens
- Antiblemma subguttata
- Antiblemma subrutilans
- Antiblemma sufficiens
- Antiblemma tenuata
- Antiblemma terope
- Antiblemma terrigena
- Antiblemma torrida
- Antiblemma trepidula
- Antiblemma trogocycla
- Antiblemma trova
- Antiblemma tuisa
- Antiblemma turbata
- Antiblemma tuva
- Antiblemma tyroe
- Antiblemma uncinata
- Antiblemma undilla
- Antiblemma vacca
- Antiblemma virginea